# Zatvor Halden
Halden je zatvor u Norveškoj izgrađen 2010. godine, nakon 10 godina planiranja i uložene 1,3 milijarde norveških kruna. Ovaj najhumaniji zatvor na svijetu, kako ga nazivaju, ima mjesta za 252 zatvorenika koji mogu uživati u raznim blagodatima koje su svojstvene luksuznim hotelima, poput privatne kupaonice, mini hladnjaka, flat screen TV-a, knjižnice, dvorane za rekreaciju i hobi.

## Karakteristike
Svaki osuđenik dobija obrok koji je unapred pripremlјen a koji može podgrejati u kuhinjama kojih ima u svakom zatvorskom delu. Uz svakih 10–20 ćelija ide i jedan dnevni boravak, koji izgleda bolјe od životnog prostora u normalnim uslovima na slobodi. Ako se nekome od zatvorenika ne sviđa hrana koju dobije, može kupiti u zatvorskoj kantini koja je opremlјena poput najvećih supermarketa. Halden ne izgleda kao drugi zatvori. Na prozorima nema rešetaka, nema posmatračnica, žičanih ili električnih ograda, nema kamera za video-nadzor u hodnicima, sobama, u učionicama i radionicama. Čuvari ne nose oružje. Oni rade, jedu i šetaju zajedno sa zatvorenicima. Čuvari koriste sistem takozvane dinamične bezbednosti, koji podrazumeva da su izmešani sa zatvorenicima i, pošto su stalno s njima, mogu sprečiti eventualne sukobe na licu mesta. Koncept izdržavanja kazne je da osuđenici rade, plaćaju porez, imaju porodicu i motivaciju. Zatvorenici se od prvog dana, kroz savetovanja, pripremaju za izlazak na slobodu uprkos tome što među njima ima i ubica, seksualnih prestupnika, mentalno bolesnih, zavisnika i sitnih kriminalaca. Zbog svega ovoga, samo 20% osuđenika ponavlјa krivično delo.